# Dylan Duo
Dylan Duo (Gibraltar, 24 november 1977) is een darter uit Gibraltar.
Duo kwalificeerde zich voor het PDC World Darts Championship 2010. Hij was hiermee de eerste speler uit Gibraltar die zich plaatste voor een wereldkampioenschap darts. In de eerste ronde verloor hij met 3-0 van Vincent van der Voort, zonder een leg te winnen.
Hij heeft in 2010, 2012, 2013, 2014 en 2017 Gibraltar mogen vertegenwoordigen op de World Cup of Darts van de PDC, samen met Dyson Parody. Duo en Parody kwamen tijdens de toernooien dat zij samen speelden echter nooit verder dan de eerste ronde.

## Resultaten op Wereldkampioenschappen

### WDF
- 2003: Laatste 64 (verloren van Per Laursen met 2-4)
- 2007: Laatste 128 (verloren van Abdul-Ghani Amin met 0-4)

### PDC
- 2010: Laatste 64 (verloren van Vincent van der Voort met 0–3)